# Vriesea rubyae
Vriesea rubyae är en gräsväxtart som beskrevs av Edmundo Pereira. Vriesea rubyae ingår i släktet Vriesea och familjen Bromeliaceae. Inga underarter finns listade i Catalogue of Life.